# پاسکواگ (رود آیلند)
پاسکواگ (به انگلیسی: Pascoag) شهری در ایالت رود آیلند کشور ایالات متحده آمریکا است که جمعیت آن در سرشماری سال ۲۰۱۰ میلادی، ۴٬۵۷۷ نفر بوده‌است.